# Jorge Barrios
Jorge Wálter Barrios Balestrasse (Las Piedras, 1961. január 24. – ) uruguayi válogatott labdarúgó.

## Pályafutása

### Klubcsapatban
1977 és 1985 között a Montevideo Wanderers  játékosa volt. 1985-től 1991-ig Görögországban játszott. 1985 és 1987 között az Olimbiakószban szerepelt, melynek tagjaként 1987-ben bajnoki címet szerzett. 1987 és 1991 között a Levadiakósz labdarúgója volt. 1992-ben hazatért a Peñarol csapatához, ahol egy évet töltött és megnyerte az uruguayi bajnokságot. 1993 és 2000 között a Montevideo Wandererst erősítette.

### A válogatottban
1980 és 1994 között 60 alkalommal szerepelt az uruguayi válogatottban és 3 gólt szerzett. Részt vett és az 1986-os világbajnokságon, ahol csapatkapitányként az NSZK, a Skócia és az Argentína elleni mérkőzésen kezdőként lépett pályára. A Dánia elleni 6–1-es vereség alkalmával nem kapott lehetőséget. Tagja volt az 1980-as Mundialiton és az 1983-as Copa Américán győztes válogatott keretének is.

## Sikerei
Olimbiakósz
- Görög bajnok (1): 1986–87

Peñarol
- Uruguayi bajnok (1): 1993

Uruguay
- Copa América győztes (1): 1983